# صربيا الوسطى
صربيا الوسطى (بالسيريلية الصربية: Централна Србија/Centralna Srbija) ويشار إليها أيضًا باسم صربيا التاريخية (Ужа Србија/Uža Srbija) هي جزء من صربيا تقع خارج محافظات فويفودينا في الشمال وإقليمي كوسوفو المُتصارَع عليهما(كوسوفو وميتوهيا) في الجنوب. صربيا الوسطى ليست تقسميًا إداريًا صربيًا وليس لها أي شكل من أشكال الإدارة المستقلة.
بشكل عام، صربيا الوسطى هي القلب التاريخي لصربيا الحديثة التي انبثقت من الثورة الصربية (1804–1817) والحروب اللاحقة ضد الدولة العثمانية. في القرن التالي، توسعت صربيا جنوبًا تدريجيًا مستولية على جنوب صربيا وكوسوفو و‌سنجق و‌فاردار مقدونيا، وفي 1918 - بعد توحيد وضم الجبل الأسود وتوحيد بقايا مناطق الإمبراطورية النمساوية المجرية دانوب و‌سافا - اندمجت مع مناطق جنوبية سلافية أخرى لتكون مملكة يوغوسلافيا. الحدود الحالية لصربيا الوسطى حُدِّدت بعد الحرب العالمية الثانية، حين أصبحت صربيا صربيا داخل جمهورية يوغوسلافيا، مع كوسوفو وفويفودينا مناطق مستقلة ذاتية الحكم لها.